# Gran Llac Salat
El Gran Llac Salat (en anglès Great Salt Lake), localitzat a la regió septentrional de l'estat nord-americà de Utah, és el llac salat més gran de l'hemisferi occidental, el quart llac terminal més gran i el 37è llac més gran del món. Té una superfície mitjana de 4.400 quilòmetres quadrats, però que varia molt a causa de la poca profunditat del llac; el 1963 arribà al seu nivell més reduït, de 2.460 quilòmetres quadrats, i el 1987 al seu nivell més extens històric, de 8.547 quilòmetres quadrats.
El llac és el romanent més gran del llac Bonneville, un llac pluvial que abastava la major part de l'oest de Utah durant temps prehistòrics. El Gran Llac Salat és endorreic (no té cap sortida) i té una salinitat molt elevada, superior a la del mar. El riu Jordà, el Weber i el Bear en són els tres tributaris més importants, els quals hi deixen 1,1 milions de tones de minerals cada any; el balanç causat per l'aigua que se n'evapora fa que la concentració mineral del llac sigui encara major. La salinitat del llac és vuit vegades superior que no pas la dels oceans, entre 150 i 160 parts per mil, i pot arribar a 270 parts per mil. Tot i ser conegut com el "mar Mort americà", el llac és l'hàbitat de diversos ocells nadius i artèmies